# Kirchschletten
Kirchschletten ist ein Gemeindeteil des Marktes Zapfendorf im oberfränkischen Landkreis Bamberg in Bayern.

## Geografie
Das Pfarrdorf befindet sich etwas abseits der Verbindungsstraße von Zapfendorf nach Scheßlitz. Die Umgebung war bereits in der vorchristlichen Zeit besiedelt, wie zahlreiche Funde belegen. Durch den Ort verläuft der Fränkische Marienweg.

## Geschichte
Kirchschletten wurde im Jahre 1125 erstmals urkundlich erwähnt. Jedoch dürfte der Ort schon im 8. Jahrhundert bestanden und gegen Ende des 8. Jahrhunderts eine gewisse regionale Bedeutung gehabt haben. Mit großer Wahrscheinlichkeit befand sich in Kirchschletten eine der 14 Slawenkirchen, die im Rahmen der Slawenmission Kaiser Karls des Großen errichtet wurden. Einer der Gründe für diese Annahme ist das Johannespatrozinium und die Gründung des Ortes durch die Slawen. Der Name Kirchschletten, 1124 Sleten und 1125 Sletin genannt, ist wohl slawischer Herkunft. Schletten (tschechisch Sletina) bedeutet salziges Wasser, Sauerwasser, Sumpf, Moorgrund. Der Talgrund des Aspachtals war in der Vergangenheit sehr sumpfig und ist heute noch sehr quellenreich.
Der Gutshof von Kirchschletten wurde 1143 erstmals urkundlich erwähnt. Er gehörte bis zur Säkularisation den Fürstbischöfen von Bamberg. Am 13. Mai 1953 erwarben die Benediktinerinnen vom eucharistischen König das Gut und errichteten das Priorat Maria Frieden. Es wurde mit Schwestern aus der Gründerabtei Immaculate Heart of Mary, Inselregion Luzon, Philippinen besiedelt. 
Am 1. Juli 1972 wurde die Gemeinde in den Markt Zapfendorf eingegliedert.
Am 5. Mai 1973 wurde das Priorat von der Mutterabtei auf den Philippinen abgetrennt und vom Heiligen Stuhl zur Abtei Maria Frieden erhoben. Die Abtei gehört zur Föderation Bayerischer Benediktinerinnen und hatte 2007 rund 20 Schwestern, die bewusst ein „Miteinander verschiedener Kulturen und Sprachen“ leben.

## Vereine

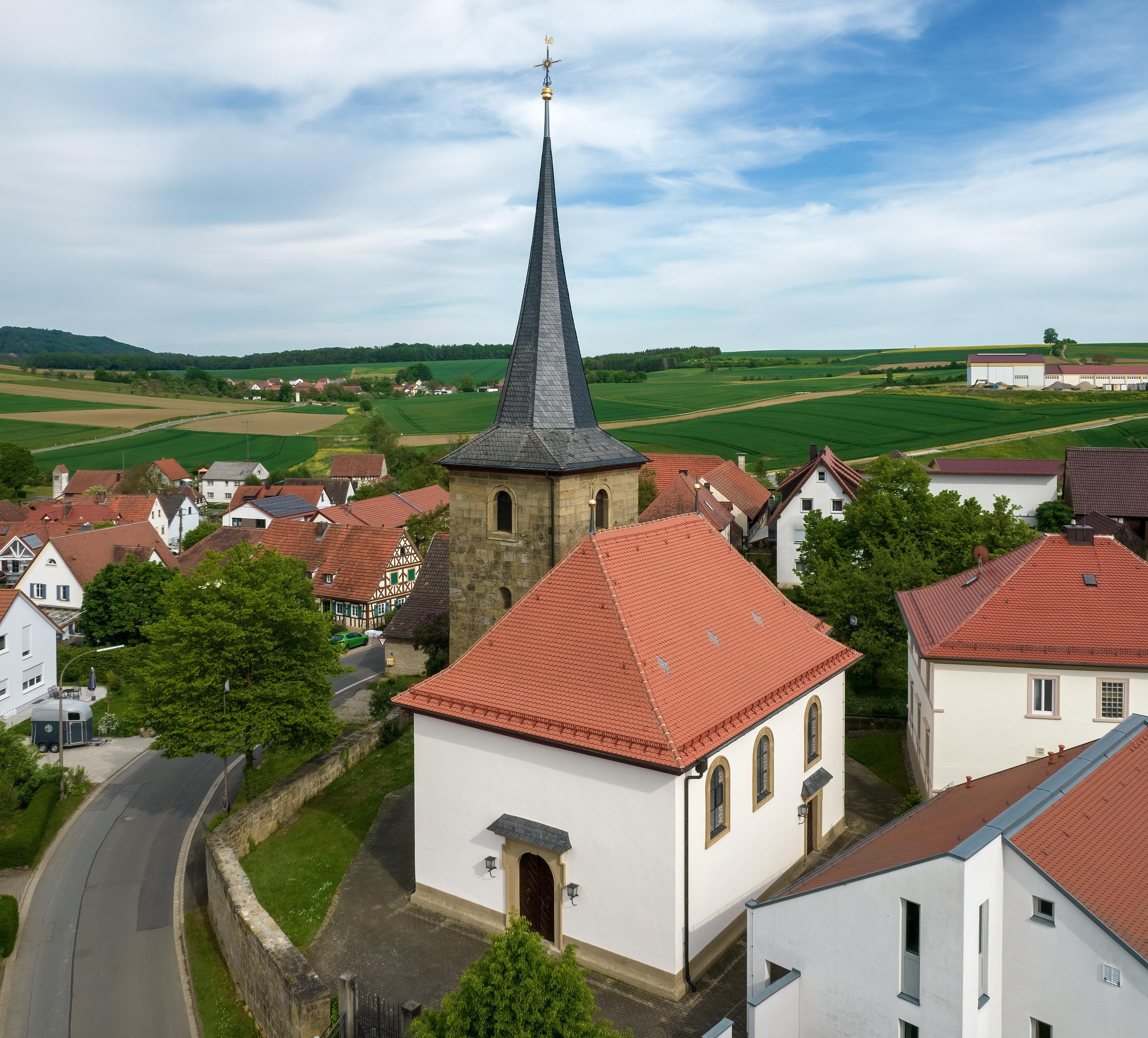
Kirchschletten St. Johannes der Täufer

In Kirchschletten bestehen folgende Vereine:
- Freiwillige Feuerwehr Kirchschletten
- Soldaten- und Kameradschaftsverein Kirchschletten, Oberoberndorf, Reuthlos und Peusenhof
- Obst- und Gartenbauverein Kirchschletten, Oberoberndorf und Reuthlos